# Compagnie du chemin de fer de Montereau à Troyes
La Compagnie du chemin de fer de Montereau à Troyes est l’exemple, à l’instar d’autres compagnies similaires telle que, par exemple, celle du chemin de fer d’Amiens à Boulogne, d’une tentative pour la création d'une ligne visant à compléter le réseau national. Encouragées par l'administration, ces lignes complémentaires devaient offrir de nouveaux débouchés susceptibles de les développer pour devenir des lignes d’une certaine importance, alimentant le réseau national.
Les compagnies de ce type, qui désiraient établir des lignes dites d’embranchement, se sont trouvées confrontées à des difficultés résultant de la concurrence des lignes principales auxquelles elles se raccordaient.
Soumises à la pression du gouvernement pour la constitution de réseaux régionaux homogènes, elles n’ont eu d’autre solution pour leur survie que de fusionner avec les compagnies exploitant les lignes principales qui constituèrent les grands réseaux jusqu’à la formation de la SNCF en janvier 1938.

## Le contexte socio-économique
Troyes, ancienne capitale de la Champagne comptant 31 000 habitants en 1845, est située sur les voies de communication joignant le bassin parisien, la Picardie, l’Artois, le Hainaut et les Flandres au sillon rhodanien et l’Italie. Autour de Troyes, des voies de communication rayonnent vers Sens, Montereau, Meaux, Château-Thierry, Toul et Bar-sur-Aube.
De longue date, Troyes était le lieu de foires importantes mais qui déclinèrent consécutivement à la guerre de Cent Ans et aux troubles des XIVe et XVe siècles. Au gré des vicissitudes de l’histoire, Troyes garda un rôle important dans les échanges commerciaux entre le nord et le sud de la France permettant de développer des activités industrielles, fondées sur le papier, le textile et la tannerie, ainsi que l’agriculture qui produisait la matière première.
En 1845, on compte par an 25 000 voyageurs pour Paris et 15 000 pour Dijon. Les marchandises représentent 41 000 tonnes en expédition et en arrivage. Sur les quatre routes royales qui traversent la ville, passent chaque jour 1 800 colliers et 61 diligences.

## Les origines de la ligne
Comme tout centre d’échange commercial, Troyes se soucia de l’amélioration des moyens de transport avec la capitale et les régions environnantes.

### L’échec du canal de la Haute-Seine
Le canal, mis en service en 1846 entre Romilly-sur-Seine et Troyes, n'apporta pas la prospérité espérée car situé en impasse. Son prolongement en amont de Troyes rencontra des difficultés techniques qui conduiront finalement à l'abandon de cette section. Sans débouché et concurrencé par le chemin de fer, le canal périclita jusqu'à être abandonné.

### Les espoirs du chemin de fer
Avec l’émergence des chemins de fer, dans la première moitié du XIXe siècle, la desserte de Troyes est au centre de nombreux débats portant sur la direction à donner aux lignes de Paris à Strasbourg et de Paris à Lyon.

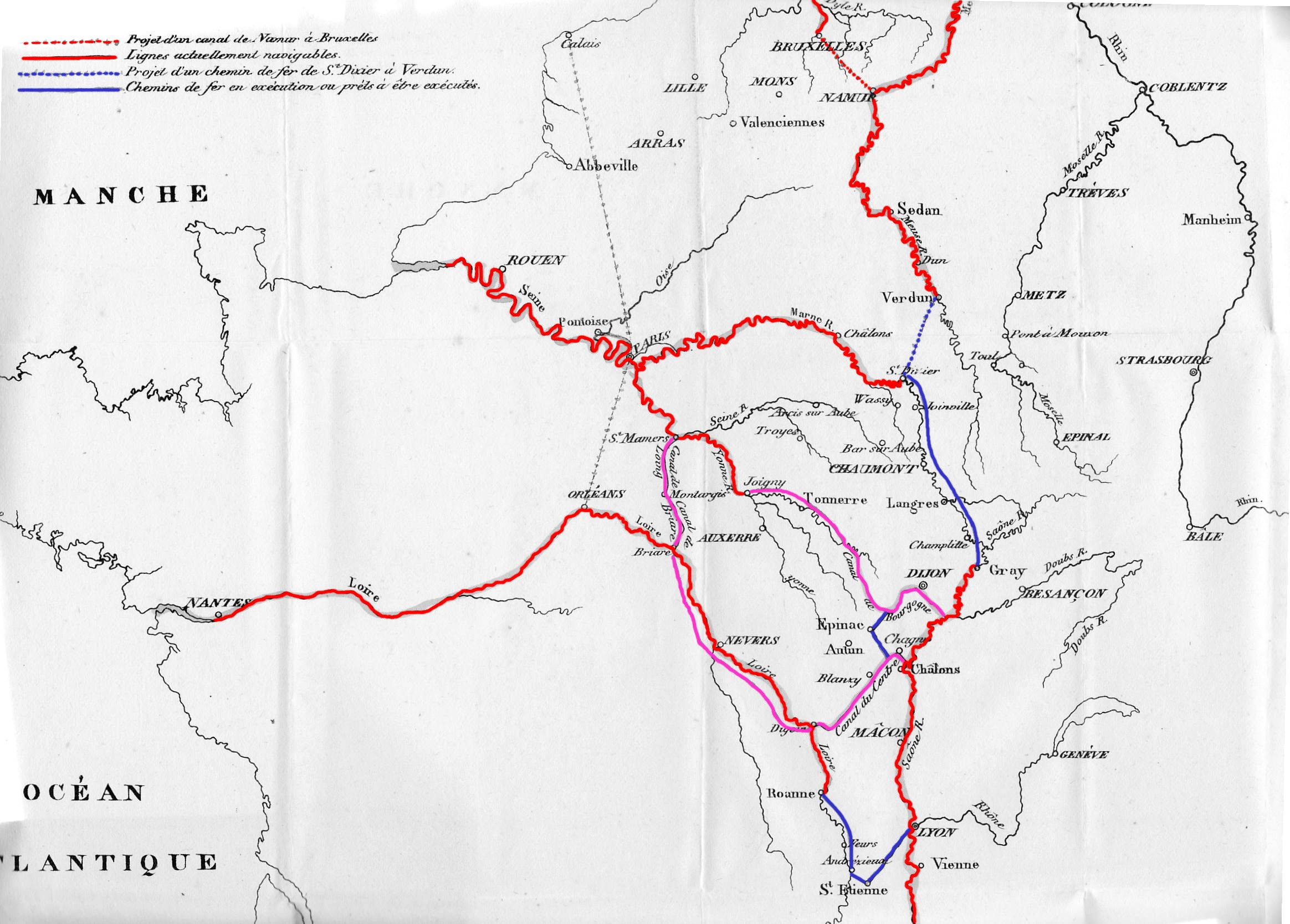
Projet d’un chemin de fer de Gray à Verdun en 1829 par H. Fournel.

Henri Fournel, l’un des plus fervents adeptes du saint-simonisme et, comme tel, partisan, dès leurs débuts, des chemins de fer, développa très tôt, en 1828, un système de chemins de fer faisant de la région de la Haute-Marne le point de convergence des voies ferrées menant de la Manche à la Méditerranée et de l’Atlantique au Rhin. Ce système était fondé sur le principe des troncs communs entre les diverses lignes de chemins de fer à construire tout en combinant le réseau ferré aux voies navigables. Il permettait de satisfaire les intérêts industriels les plus nombreux et les plus urgents et en même temps d’attacher des embranchements vers les centres commerciaux d’importance. Dans une brochure de 1833, Fournel indiquait que la Champagne et la Lorraine possédaient à elles deux le quart des hauts-fourneaux de toute la France et que la Haute-Marne était l’un des plus importants départements en matière d’industrie sidérurgiques. Fort de ce principe, à la charnière des années 1830-1840, plusieurs projets de ligne Paris - Strasbourg et Paris - Lyon formant un tronc commun furent étudiés, notamment avec des variantes passant par Troyes.
Le principe d’un tronc commun entre plusieurs lignes de chemin de fer n’était pas partagé par l’administration des Ponts & Chaussées qui privilégiait au contraire l’indépendance de chaque ligne, agissant ainsi dans la continuité du programme routier de l’Ancien Régime qui visait à relier la capitale aux principales villes de province, quitte même à doubler le réseau existant de voies navigables. Pour les ingénieurs de l’État, il importe de joindre les principaux centres économiques du pays par des lignes aussi directes que possibles. C’est dans cet esprit que sont concédées les premières lignes d’importance telles Paris à Rouen par les plateaux (qui échoua cependant au profit de la ligne au tracé indirect par la vallée de la Seine), de Paris à Orléans et de Paris à Lille. Au surplus, la loi de 1842, que d’aucuns qualifièrent à tort de « Charte des chemins de fer », a retenu deux lignes distinctes, sans en préciser le détail du tracé, pour joindre, d'une part, Paris à la frontière d’Allemagne par Nancy et Strasbourg et, d'autre part, Paris et la Méditerranée par Lyon, Marseille et Cette (article 1er de la loi du 11 juin 1842). Dans ces conditions, la desserte ferroviaire de Troyes est ajournée.

### L’examen du projet

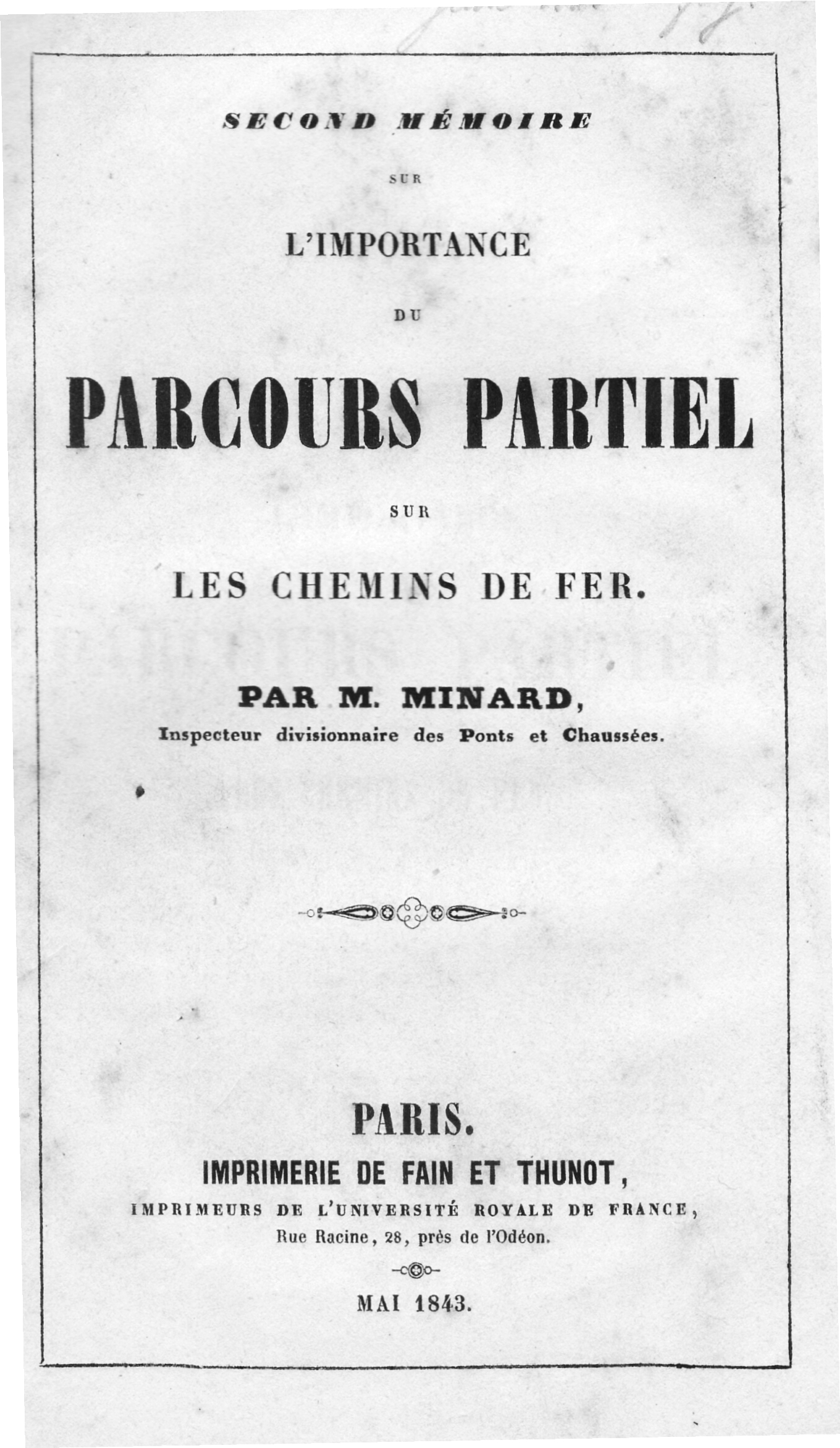
Mémoire de Minard - 1843.

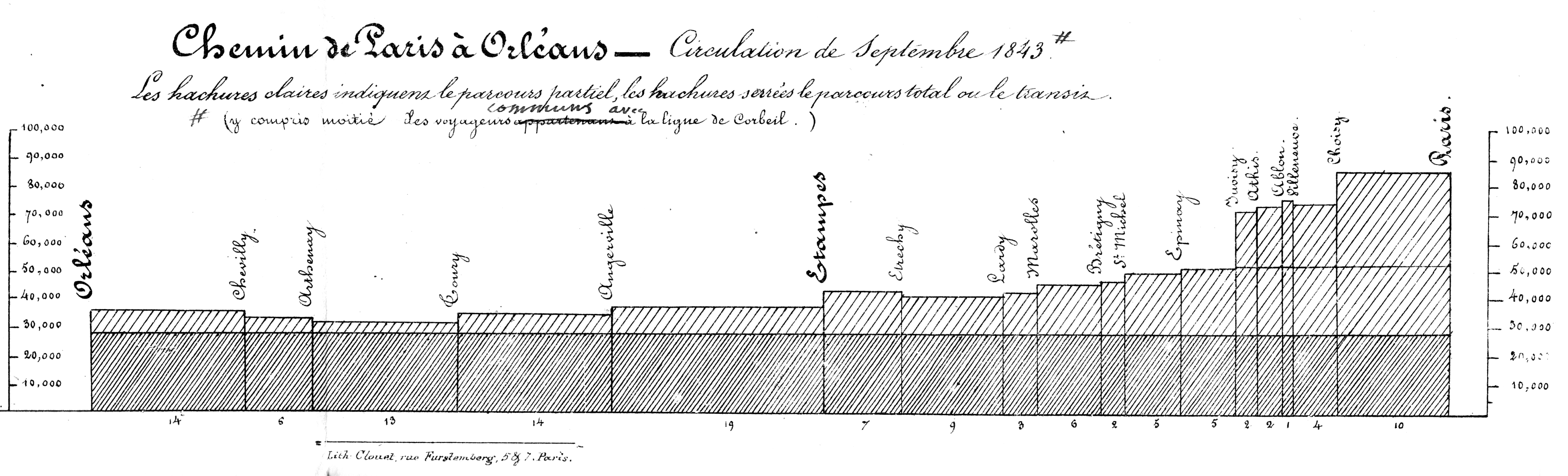
Minard ; mouvement des voyageurs entre Paris et Orléans en septembre 1843.

Le projet des deux lignes (Paris-Lyon et Paris-Strasbourg) est tout d’abord examiné par la commission des Ponts & Chaussées qui, réunie en juin 1843, se déclare a priori favorable au principe du tronc commun avec un passage par la vallée de la Seine, bien qu’elle estime que la population desservie est moins dense que par la vallée de la Marne s’agissant de la direction vers Strasbourg. Cependant, elle évalue que les économies escomptées du tronc commun sont sans rapport avec le tort causé aux populations délaissées qui ne pourraient pas jouir des bienfaits d’un tracé direct vers Strasbourg.
Par la suite, lors de l’examen par la commission supérieure des chemins de fer, l’un de ses membres, le comte Daru, se prévaut des études de Minard pour souligner que l’intensité des transports se réalise au maximum entre les points intermédiaires d’une ligne et non entre les deux seules extrémités de cette même ligne. Par suite, le principe d’un tronc commun perd de son intérêt. De plus, le mouvement commercial entre Paris et Strasbourg se fait historiquement par la vallée de la Marne. Le tronc commun, faute d’intérêts industriels ou agricoles suffisants à desservir, n’engendrerait donc pas les ressources justifiant la réduction du coût de construction de la ligne par le tronc commun. Enfin, la ligne Paris - Strasbourg se justifiait dans le cadre d’une circulation est-ouest et non nord-sud. Il faut donc desservir ces deux directions (Lyon et Strasbourg) par deux lignes distinctes comme le prévoit la loi de 1842.
Cet avis de la commission est combattu par Teisserenc qui, contrairement à l’opinion prévalant à l’époque pour la complémentarité entre les canaux – voués au transport lent des matières à faible valeur – et les chemins de fer – voués au transport rapide des matières de grande valeur –, assurait que ces derniers étaient à la longue la ruine des premiers. L’expérience lui donnera raison. Par suite, un tracé de Paris à Lyon par Troyes, en particulier au-delà de cette ville et Dijon, ne sera pas concurrencé par la Seine et le canal de Bourgogne. De même, il était inopportun de tracer le Paris - Strasbourg par la vallée de la Marne alors que la construction du canal de la Marne au Rhin a débuté. Finalement, le tronc commun avait l’avantage, selon lui, de concentrer les trafics et donc les revenus pour couvrir plus aisément les coûts d’exploitation.
Pourtant, la doctrine des Ponts & Chaussées sur les lignes distinctes triompha, en partie toutefois, car elle dû se plier aux attentes des populations des villes intermédiaires pour les desservir sans mettre en péril toutefois l’équilibre d’une ligne aussi directe que possible, et concéda séparément les deux lignes de Paris à Strasbourg et de Paris à Lyon à deux compagnies distinctes.

### L’embranchement à la ligne Paris - Lyon
La direction à retenir pour la ligne Paris - Lyon, via Dijon, laissait entrevoir des variantes pour desservir Troyes. Plusieurs projets sont étudiés :
- par la vallée de l’Aube passant par Marcilly-sur-Seine, Arcis-sur-Aube, le col de Vivey puis la vallée de la Tille (339 km). Ce projet n'est pas retenu ;
- par la Haute-Seine empruntant la vallée de la Seine, par Corbeil, Montereau, Nogent-sur-Seine, Romilly-sur-Seine, Troyes, Bar-sur-Seine, Châtillon-sur-Seine et Is-sur-Tille (348 km). Une variante prévoyait un raccourci entre Paris et Romilly à travers la Brie (322 km) qui avait la particularité de constituer un tronc commun avec le Paris - Strasbourg. Une autre variante prévoyait un passage par l’Yonne jusqu’à Sens, puis la Vanne et la Seine à Troyes. Tous ces projets ne sont pas retenus ;
- par la Seine et l’Yonne par Corbeil, Montereau, Sens, Laroche-Saint-Cydroine, et Tonnerre puis, au-delà, soit par la vallée de la Brenne et Montbard, soit par la vallée de l’Armançon et Semur-en-Auxois, et enfin par Pouilly-en-Auxois et Pont d’Ouche pour rejoindre Dijon. Fin 1843, la partie terminale fut modifiée pour retenir le passage par la Brenne, l’Oze, le tunnel de Blaisy-Bas et la vallée de l’Ouche. Finalement, c’est ce dernier projet qui est retenu.

En contrepartie de l’abandon de la desserte directe de Troyes, l’État concède une ligne entre Montereau et Troyes comme embranchement sur la ligne Paris - Lyon. Cette solution, si elle correspond à l’esprit de la loi du 11 juin 1842 visant à confier les lignes principales à l’État et les embranchements à l’initiative privée, se révéla en réalité par la suite conforme à la norme en vertu de l’exception inscrite dans la loi qui permettait de confier la construction de toutes les catégories de ligne à l’initiative privée. Finalement l’exception devint la règle. Les quelques tronçons de ligne construits par l’État en vertu de la loi furent confiés aux compagnies privées qui se créèrent par la suite. Moins que la vertu de la règle législative, ce sont en réalité les bons résultats financiers du Paris - Orléans ou du Paris - Saint-Germain et plus encore le succès du Paris - Rouen qui révélèrent à l’opinion et aux épargnants que le chemin de fer pouvait être une industrie génératrice de profits et source de revenus confortables.
Cet échec ferroviaire pour Troyes s’ajoute ainsi à celui du canal de la Haute-Seine. Troyes dut attendre la construction de la première partie de l’artère Paris - Mulhouse pour bénéficier d’une liaison directe avec la capitale.

## La société concessionnaire
La concession est autorisée par la loi du 26 juillet 1844 et est adjugée le 25 janvier 1845, selon le cahier des charges approuvé par ordonnance du 14 décembre 1844, à la société formée en mai 1845 entre MM Vauthier, Gallice-Dalbanne et Séguin (Paul) pour une durée de 75 ans.
Cette société, au capital de 10 millions de francs auquel le Conseil général de l'Aube garantit un intérêt de 4 % aux trois premiers millions souscrits dans le département, a été constituée le 5 octobre 1844 devant Me Cahuet, notaire à Paris, entre MM. Étienne Vauthier, maire de Troyes et conseiller général de l'Aube, Maxime Jean-Baptiste Gallice-Dalbanne, conseiller municipal de Troyes et conseiller d'arrondissement de Troyes, et Paul Seguin et Cie, administrateur de la Compagnie du chemin de fer de Saint-Étienne à Lyon. La concession obtenue, la société prend le nom de Compagnie du chemin de fer de Montereau à Troyes dont le fonds social est fixé à 20 millions de francs (40 000 actions de 500 francs).
Pendant la durée des travaux, les actionnaires percevront 4 % d’intérêt sur les sommes versées.
Les statuts de la compagnie sont approuvés par ordonnance du 29 mai 1845.
Paul Seguin et Cie, ingénieurs civils à Paris, démissionne de la société pour soumissionner l’adjudication des travaux, et les réalisa.

## Le tracé de la ligne

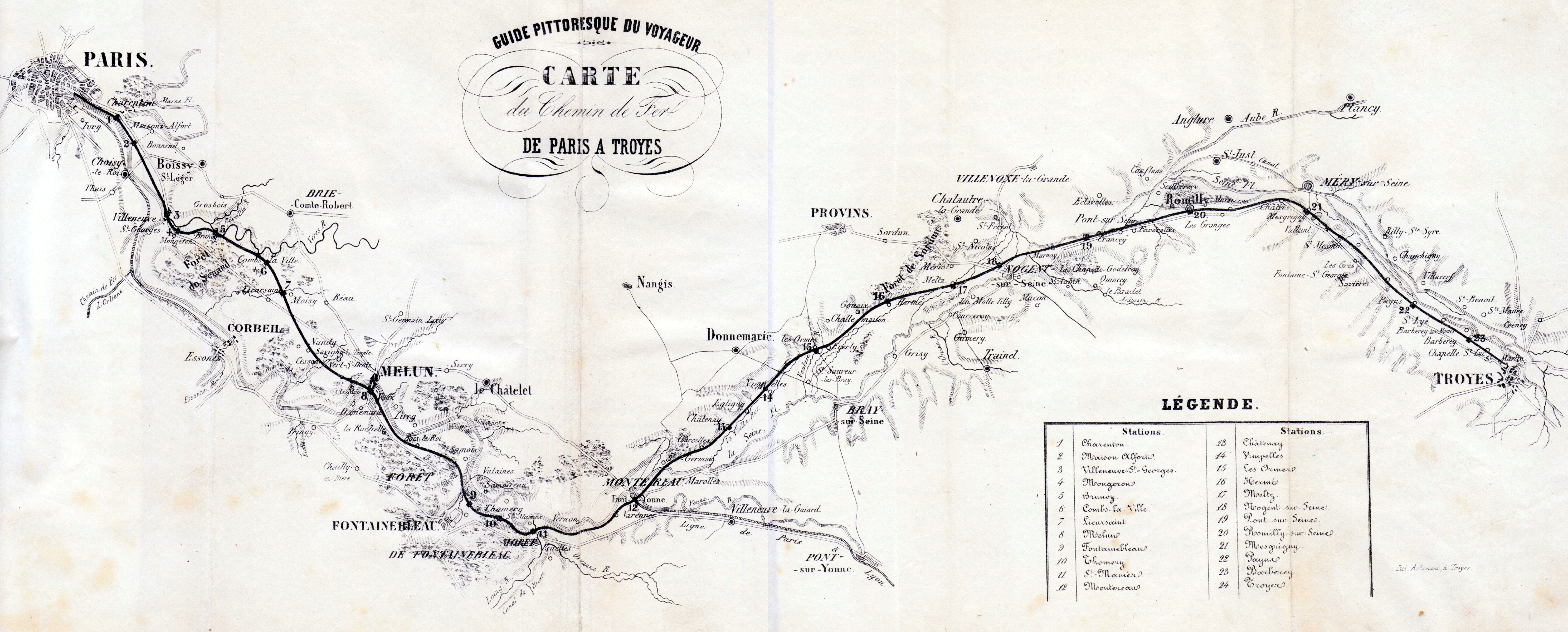
Carte du chemin de fer de Paris à Montereau et à Troyes - 1848.

La ligne longue de 99,603 km,, suit la vallée de la Seine entre Montereau et Troyes en passant par Châtenay-sur-Seine, Vimpelles, Les Ormes-sur-Voulzie, Hermé, Melz-sur-Seine, Nogent-sur-Seine, Pont-sur-Seine, Romilly-sur-Seine, Mesgrigny, Vallant-Saint-Georges, Saint-Mesmin, Payns, Barberey-aux-Moines. Pour répondre à leurs réclamations, il avait été envisagé, pour finalement y renoncer, de joindre Provins par un embranchement aux Ormes et Bray-sur-Seine par un embranchement à Vimpelles.
L’emplacement de la gare à Montereau est resté tributaire de la construction de la ligne Paris - Lyon. Celui de la gare à Troyes était partagé entre trois projets ; le premier dans le quartier du Ravelin, le deuxième en bordure de la rue Thiers et le troisième de l’autre côté du canal entre les quais Comtes-de-Champagne, la rue Mitantier et la rue Hennequin. C’est le deuxième projet qui l’emporta. En 1848, pour faciliter l’accès à la gare, la municipalité fait percer une nouvelle rue, actuellement rue de la République.

## Les travaux de construction
Débutés au printemps 1846, les travaux avancent rapidement compte tenu de la configuration favorable du terrain dans la vallée de la Seine. L’empierrement vient de Châtillon-sur-Seine et les rails d’Hayange. La compagnie envisage une ouverture partielle, pour août 1847, de Troyes à Nogent-sur-Seine qui ferait économiser aux voyageurs cinq heures sur le trajet de Troyes à Paris (14 heures en diligences auparavant).

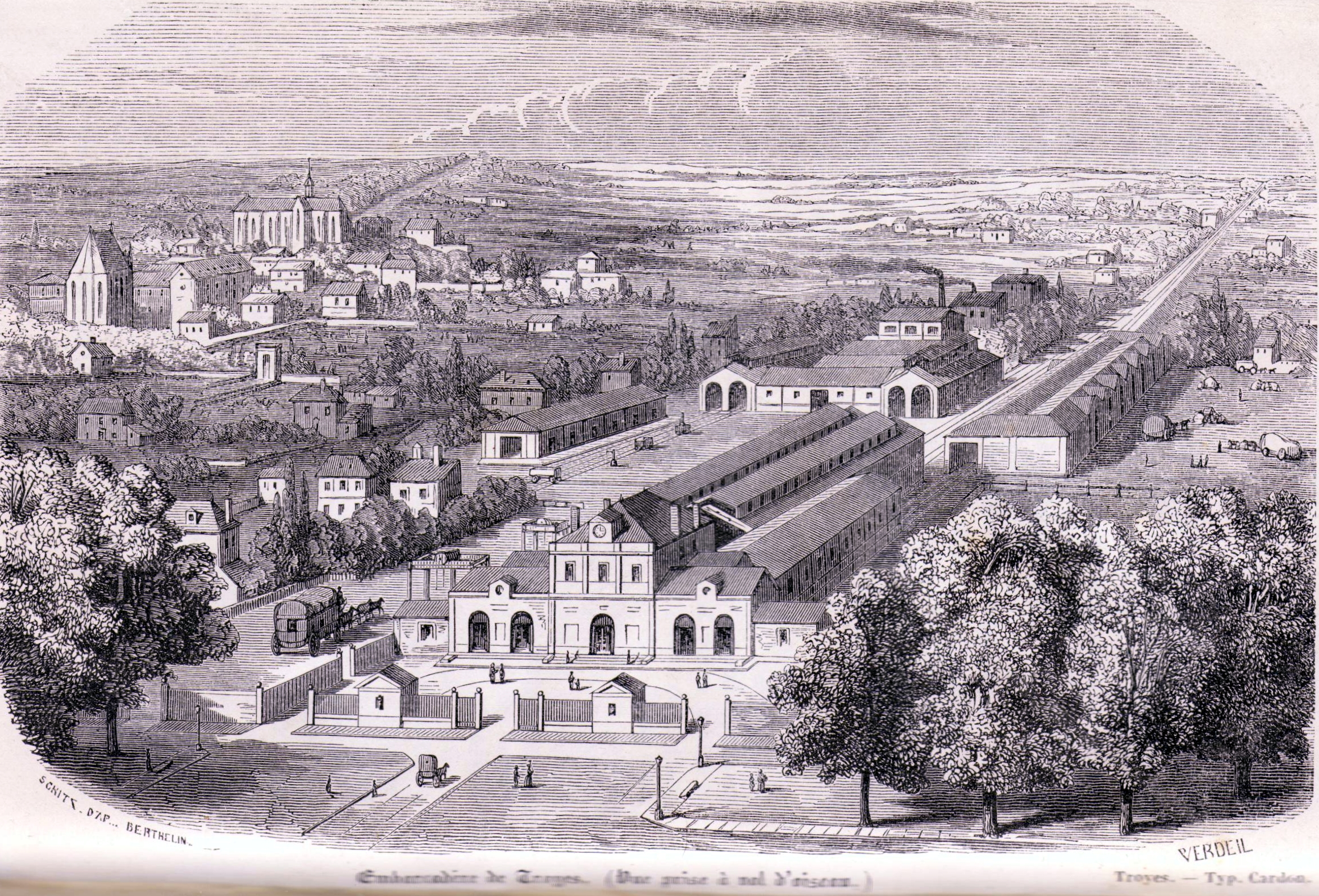
Embarcadère de Troyes en 1848 (vue prise à vol d'oiseau).

Cependant, l’année 1847 est obscurcie par des incertitudes économiques rendant les investisseurs inquiets. L’appel du sixième 1/10e du capital social ne fait pas le plein des actionnaires. Le cours de l’action baisse. La compagnie décide de racheter des actions pour soutenir le cours, mais il continue de baisser.
Faute de ressources suffisantes, les travaux sont ralentis bien que le 7 février 1848 on procède à la réception des travaux entre Troyes et Hermé. La circulation au public est effectuée le 14 février au moyen d’un train deux fois par semaine.
Finalement, la ligne est achevée dans sa totalité et le 6 avril 1848 on procède à son inauguration par la circulation, aller-retour, d’un train spécial entre Troyes et Montereau transportant 400 invités, dont le ministre des Travaux publics, Marie, les édiles, les préfets, les ingénieurs et les membres du conseil d’administration de la compagnie. La foule se pressa à chaque station tout le long du parcours ; le convoi ne marqua l’arrêt qu’à Nogent.
L’ouverture de la ligne intervient un an avant le terme fixé par le cahier des charges de l’adjudication.
À son ouverture, la ligne ne comporte qu’une seule voie.

## L'exploitation

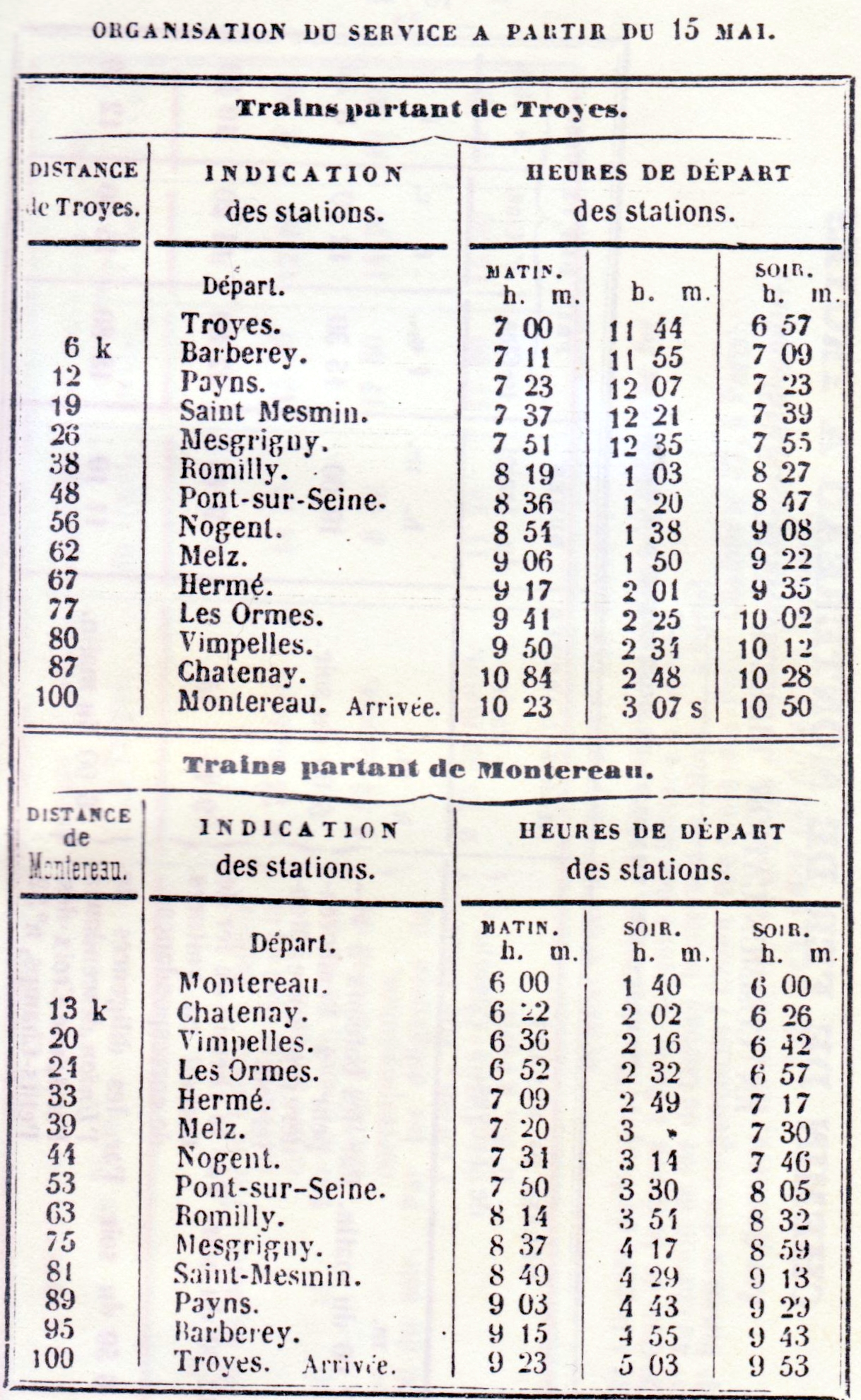
Horaire du chemin de fer de Montereau à Troyes au 15 mai 1848.

Les journées révolutionnaires de 1848 ont aggravé la situation de la compagnie dont le cours de l'action est descendu jusqu'à seulement 100 francs.
Au surplus, il avait été compris que la construction de la ligne irait de pair avec celle de la ligne Paris - Lyon. Or, au 1er juillet 1848, la section de Paris à Tonnerre n’est pas achevée obérant ainsi la survie de la compagnie de Montereau à Troyes. Face aux transbordements à Montereau, pourtant organisés par la compagnie, pour transporter les voyageurs vers le coche d’eau en direction de Paris, ceux-ci préfèrent pourtant la diligence au chemin de fer pour rejoindre Paris à partir de Troyes. Ce n’était pas la seule explication ; par manque de réglementation dans l’exploitation, la ligne eut à subir plusieurs déraillements décourageant d’autant les voyageurs et le transport des marchandises.
Face à cette situation difficile, la compagnie obtint du ministre l’autorisation, en décembre 1848, d’exploiter la section Montereau - Melun de la ligne Paris - Lyon.
Par suite, la compagnie assure du 3 janvier au 11 août 1849 des circulations entre Troyes et Melun et, grâce à une entente avec le chemin de fer de Corbeil et avec des coches d’eau, elle établit des correspondances afin d’assurer aux voyageurs un transport continu entre Troyes et Paris. Pour son exploitation, la compagnie avait commandé, en septembre 1845, des locomotives et des tenders au constructeur Alfred Hallette d’Arras (fils d’Alexis Hallette et gérant de la société en commandite « Alfred Halette et compagnie » créée en avril/mai 1845) ainsi que des voitures dont le châssis et la caisse furent construits par des charrons et carrossiers à Troyes.
Le 12 août 1849, la compagnie du Paris - Lyon ouvre à l’exploitation la section de Paris à Tonnerre. Les voyageurs peuvent désormais de rendre de Troyes à Paris mais avec transbordement à Montereau, les marchandises sans transbordement. Adolphe Jullien, le directeur du Paris - Lyon, refuse, pour des raisons de sécurité liées à la différence de construction du matériel des deux compagnies, la circulation de trains ou de voitures directes entre Troyes et Paris. Tout juste accepte-t-il la circulation d’un fourgon pour le service des bagages et des messageries entre les deux terminus mais sous la surveillance du personnel de la compagnie Montereau - Troyes qui effectue, à Paris, les opérations d’enregistrement et de livraison. L’entente entre une compagnie chargée d’un embranchement et la compagnie de la ligne principale était impossible.
La compagnie avait déjà envisagé, en 1846, un prolongement vers Chaumont, Langres et Gray ouvrant, au-delà, des relations avec la vallée du Rhône et l’Alsace. Ce projet devenait d’autant plus urgent que la ligne de Blesme à Saint-Dizier avait été autorisée par la loi du 21 juin 1846 (concédée en mars 1852 – ouverte en février 1854) et qu’il y avait tout à craindre qu’elle ne tombe dans l’escarcelle de la Compagnie du chemin de fer de Paris à Strasbourg, ce qui se réalisera en 1853.

## L’épilogue
Face à ses difficultés, la compagnie se résout à emprunter la somme de 4,3 millions de francs. Elle sollicite, par la suite en 1847, le gouvernement afin d’autoriser ses prêteurs, dans le cas où la compagnie ne pourrait les rembourser, à se substituer à l’État pour demander la remise en adjudication de la compagnie et se rembourser sur le produit de la vente. Alors qu’un projet de loi est déposé en ce sens devant la Chambre des députés, la compagnie modifie sa demande en vue, soit d’un prêt de 5 millions, soit d’une garantie d’intérêt de 4 %. Finalement, le parlement approuve une solution mixte : un prêt de 3 millions au taux de 5 % pour les travaux et l’exploitation remboursable à partir du 30 juin 1852 en contrepartie du gage de 8 966 actions, des dépendances et des revenus, et pour les autres emprunts susceptibles d’être contractés, jusqu’à concurrence de 2 millions, d’y affecter tous les droits dérivant de la concession. À défaut de remboursement, les prêteurs pouvaient se rembourser sur le produit de la vente après remise en adjudication de la compagnie,.
À nouveau, en 1852, la compagnie doit solliciter l’État pour un nouvel emprunt de 1,3 million et renouveler un emprunt de 2 millions arrivant à échéance le 15 mai 1852. Outre l’acceptation de cette demande, le gouvernement, estimant que le sort de la ligne n’est pas différent de celui du Paris - Lyon puisqu’il s’agit d’un embranchement de cette dernière, prolonge la durée de la concession à 99 ans (décret du 27 mars 1852).
Les difficultés persévérant, la compagnie se tourne alors vers la Compagnie du PLM, qui a reçu la ligne de Paris à Lyon, pour envisager son rachat. Elle n'a pas de succès. Malgré ses efforts pour faire des économies dans les frais d’entretien et de personnel, les recettes stagnent.
C’est finalement la Compagnie du chemin de fer de Paris à Strasbourg qui propose son rachat au Montereau - Troyes, qui l’accepte. Par la suite, la section de Troyes à Flamboin est incorporée à la ligne de Paris-Est à Mulhouse-Ville par Troyes, Chaumont et Langres concédée par décret du 17 août 1853 à la Compagnie du chemin de fer de Paris à Strasbourg et ouverte par étapes depuis Paris (Noisy le Sec - Nogent-sur-Marne le 7 juillet 1856, Nogent-sur-Marne – Nangis le 9 février 1857, Nangis – Flamboin le 25 avril 1857).
C’est à la suite de ce rachat et de celui de la Compagnie du chemin de fer de Blesme et Saint-Dizier à Gray, approuvés par le même décret du 17 août 1853, que la compagnie du Paris - Strasbourg prend la dénomination de Compagnie des chemins de fer de l'Est, changement approuvé par décret du 21 janvier 1854.
La fin de la compagnie marque également l’échec d’un capitalisme local dans les affaires de chemin de fer qui seront désormais réservées à la Haute banque parisienne. À compter de 1852 « …au lieu de groupements de capitalistes en partie locaux s’occupant isolément de voies [ferrées] déterminées, ce sont maintenant des syndicats de plus en plus puissants ayant leur siège et leurs moyens d’action à Paris, ce sont des Compagnies de plus en plus fortes qui vont, cherchant à grouper les lignes et à les organiser en grands faisceaux, prendre les cartes en mains et mener le jeu. ».
Le Crédit mobilier avait acquis le chemin de fer Montereau à Troyes à une époque où la valeur de l’action était tombée à 90 francs, vers la fin de l’année 1850. Il avait agi comme d’autres maisons de banque en acquérant des petites compagnies jugées opportunes dans le cadre de fusions à venir, l'opération étant avantageuse puisque au moment du rachat par la compagnie du Paris-Strasbourg, l’action du Montereau-Troyes a retrouvé le pair (500 francs).

## Souvenirs

### La «Sézanne»

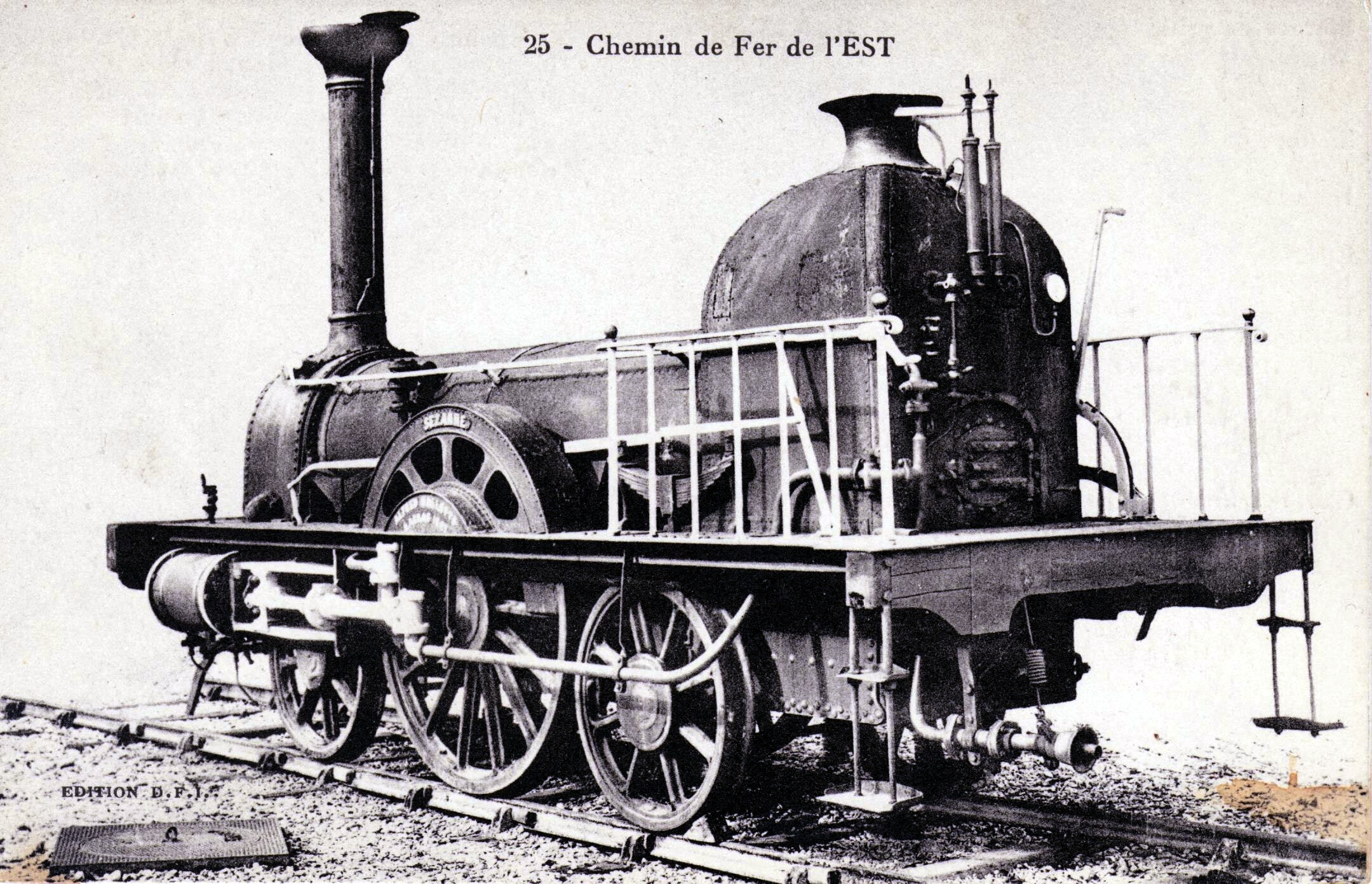
Chemin de fer de l'Est. Machine no 291 (ex-no 5 « Sézanne » de la Cie de Montereau à Troyes) construite en 1847, par A. Hallette, à Arras. Série 288 à 299.

La collection du musée du chemin de fer à Mulhouse présente une locomotive de la compagnie du Montereau-Troyes de type Stephenson 1-1-1 « long boiler » ; locomotive no 5 de la compagnie, baptisée « Sézanne ». Cette locomotive, partie d’un lot de seize locomotives commandées en 1845 à Alfred Hallette (fils d’Alexis Hallette), a été construite en 1847 et livrée à la compagnie Montereau - Troyes en 1848 (arrêté préfectoral d’autorisation de circuler du 19 avril 1848) avant d’incorporer, après la fusion, la compagnie de l’Est sous le no 291.
Compte tenu des déboires du constructeur, la livraison des locomotives, dont certaines furent livrées en pièces détachées, prit du retard. Le prix de chaque locomotive avait été fixé à 38 500 francs et 7 000 francs pour chaque tender (au nombre de dix).
La « Sézanne » appartenait au dépôt de Flamboin et assurait le service Flamboin-Montereau et Flamboin-Troyes
Elle a la particularité d’avoir été employée, en 1868, pour un des premiers essais en France de chauffe d’une locomotive avec un combustible liquide, de l’huile minérale (pétrole), selon une technique mise au point par Henri Sainte-Claire Deville qui, malgré leurs réussites, ne furent pas poursuivis. Ces essais attirèrent l’attention de l’Empereur qui monta sur la locomotive le 6 septembre 1868 à l’occasion de son déplacement au camp militaire de Châlons-sur-Marne, événement qui suscita une gravure largement diffusée.
Retirée du service le 1er mai 1871, elle est maintenue en activité comme chaudière fixes aux ateliers d’Épernay, puis remise dans son état d’origine en 1926 pour être exposée dans le hall de la gare de l’Est. Mais on lui préféra finalement une autre locomotive. Depuis, garée à Épernay puis à Saint-Dizier avant de rejoindre Chalon-sur-Saône, garage des machines destinées au futur musée du chemin de fer, elle a été restaurée par les ateliers d'Épernay en 1969 pour son exposition au musée de Mulhouse.

### Les gares
En dehors des gares importantes de Troyes et de Romilly-sur-Seine, la Compagnie des chemins de fer de l'Est, puis la SNCF, ont conservé les bâtiments voyageurs construits par la Compagnie du chemin de fer de Montereau à Troyes. Quelques-unes de ces gares datant des années 1840 ont été démolies.
- Nogent-sur-Seine est le plus grand bâtiment voyageurs conservé ; il était identique à celui des Ormes-sur-Voulzie (démoli) et avait une façade proche de celle de la première gare de Troyes ;
- Les gares de Pont-sur-Seine et de Mesgrigny - Méry étaient identiques ; la seconde a été démolie en 2018[47] ;
- Vimpelles, Saint-Mesmin et Payns[48] correspondent à un type de petit bâtiment à deux étages autrefois très répandu sur la ligne de Montereau à Troyes ;
- Plusieurs bâtiments allongés d'un seul étage servaient de halte[49],[50] ; il pourrait s'agir de maisons de garde-barrière agrandies[réf. nécessaire]. À Saint-Lyé[51], se trouvait le seul bâtiment rescapé de ce type jusqu'à sa démolition entre 2010 et 2011 ;
- La halte de Noslong-Marolles a été bâtie en 1868 en ajoutant un étage à une maison de garde-barrière ;
- Au moins sept maisons de garde-barrière d'origine existent toujours. Elles se caractérisent par un plan à un seul niveau sous toiture à deux pans qui se prolonge en appentis côté cour, décorées de harpages en brique et comportant deux travées.

Tous ces bâtiments sont de style néoclassique avec une façade recouverte d'enduit ainsi que des entourages et pilastres en brique ; leurs façades étaient initialement symétriques. Côté rue, un arc en plein cintre servait d'entrée pour les voyageurs, flanqué par des ouvertures à arc surbaissé ; les fenêtres du second étage sont plus petites. Sauf dans le cas des grandes gares comme Nogent-sur-Seine ou Troyes, la façade comporte un pignon central sous toiture à deux pans.

Galerie de photographies
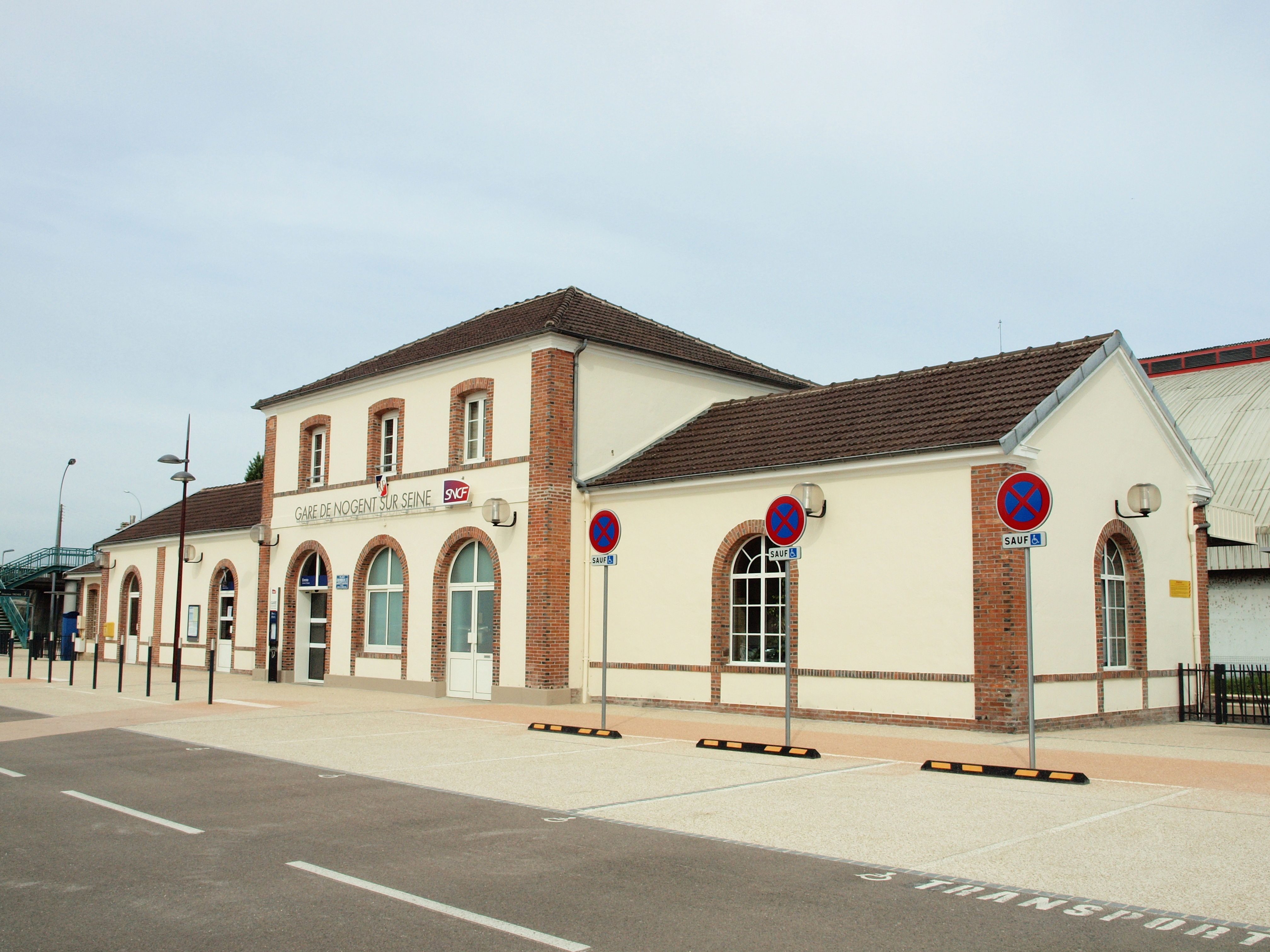
Nogent-sur-Seine.
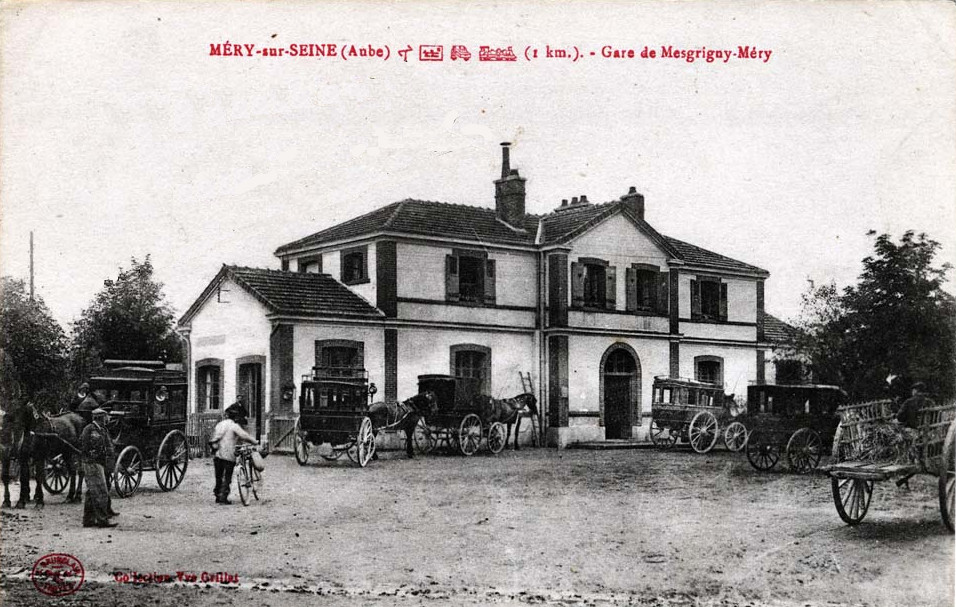
Mesgrigny - Méry démoli en 2018.
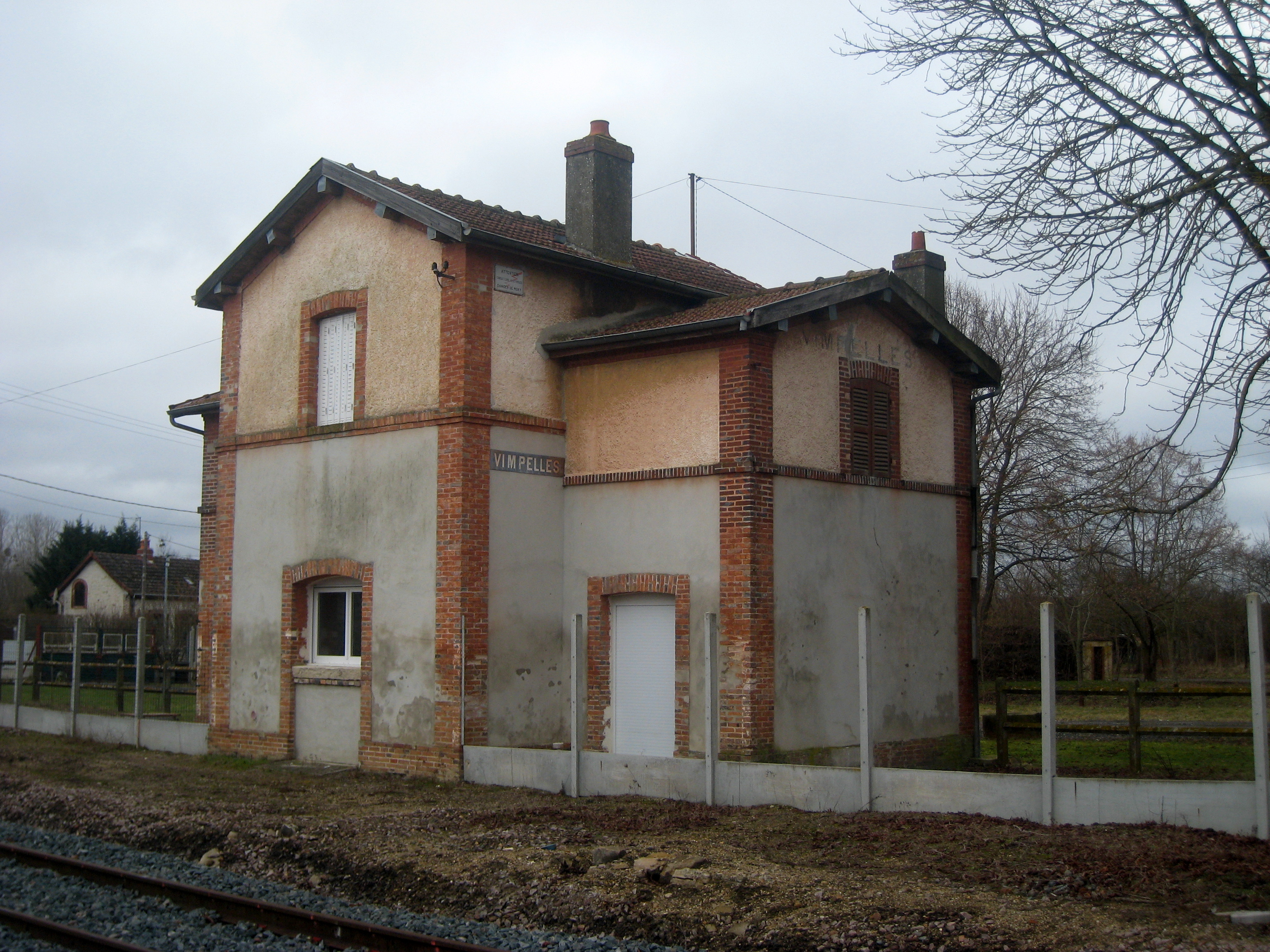
Vimpelles, côté voie.
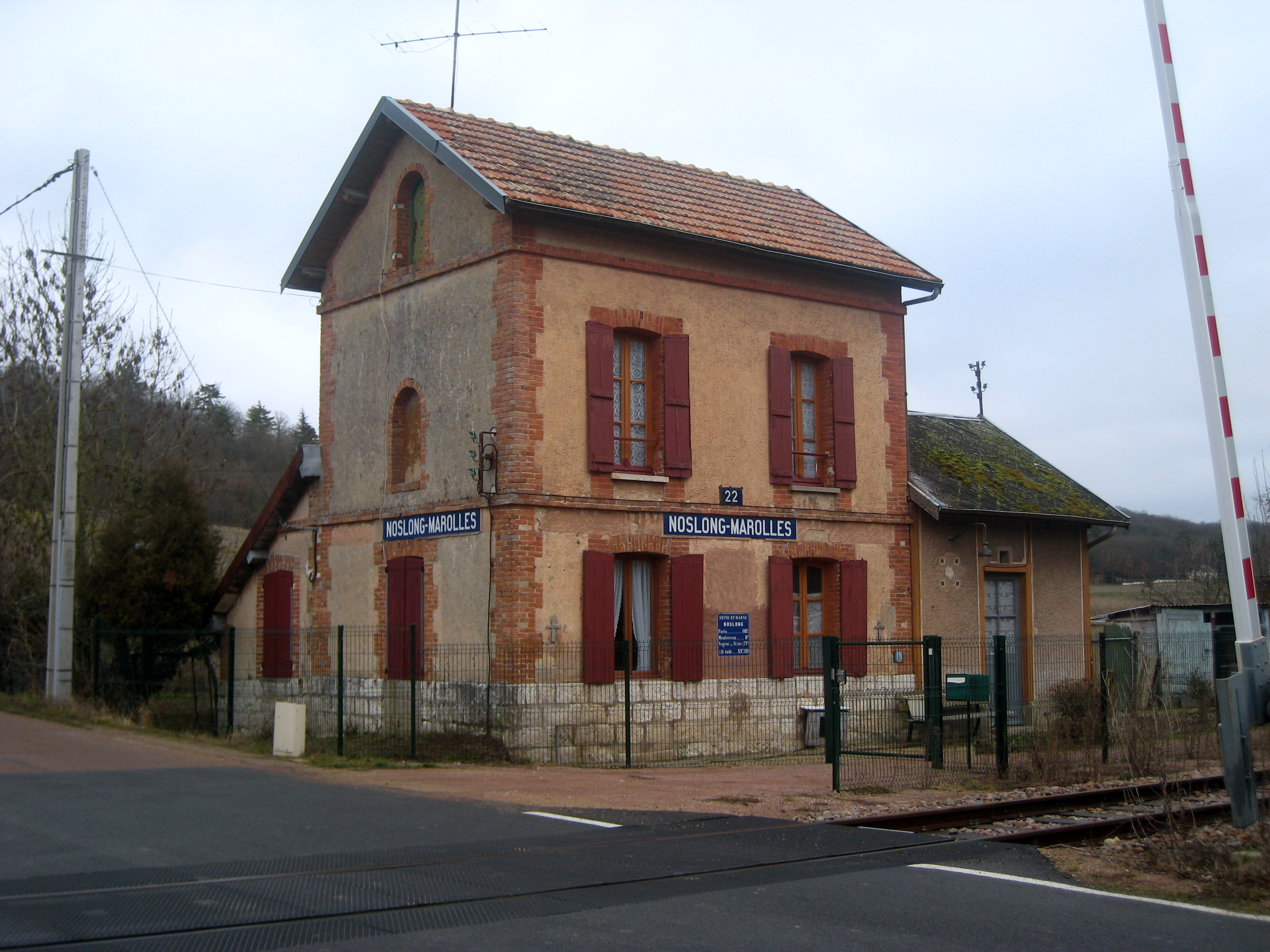
Noslong-Marolles, côté voie.

### L’ancien lycée de la ville de Troyes
Par ailleurs, l’ancien lycée de la ville de Troyes (lycée Pithou, aujourd'hui Espace Argence) occupa les emprises de l’embarcadère (pour reprendre la terminologie en vigueur à l’époque) du chemin de fer, en conservant les deux pavillons d’entrée, encadrant la grille d'entrée, avec leurs portes cintrées du rez-de-chaussée, les baies de l’étage et le campanile de l’horloge. Incendié en 1855 et réparé sommairement par la compagnie de l’Est, l'ancien embarcadère servit jusqu’en 1857 avant l’ouverture de la gare actuelle et de la ligne Paris - Mulhouse.